# Tina Huang
 (août 2018).
Tina Huang est une actrice américaine d'origine taïwanaise.

## Biographie
Ses parents, d'origines taïwanaises, ont émigré aux États-Unis avant sa naissance. D’abord établis à New York, où ils ont deux garçons, ils déménagent ensuite à Dallas ou elle est née. La famille est depuis repartie à New York.

## Premières apparitions
La première apparition de Tina se fait dans la série Les Feux de l'amour en 2007, puis dans Hôpital central de 2007 jusqu'en 2014 ou elle interprète le rôle du Dr Linda Chu. Elle apparaît également dans diverses séries telles que Esprits criminels, New York, unité spéciale, Castle, etc.

## Filmographie
| Année     | Titre                                     | Rôle                      | Notes                             |
| --------- | ----------------------------------------- | ------------------------- | --------------------------------- |
| 2023      | NCIS : Enquêtes spéciales                 | Capitaine Boggs           | TV séries (saison 20, épisode 16) |
| 2021      | Star Wars: The Bad Batch                  | ES-02                     | Série                             |
| 2018      | A Night to Regret                         | Detective Morita          | TV film                           |
| 2018      | Arrow                                     | Kimberly Hill             | TV series (6 épisodes)            |
| 2017      | Amour, Gloire et Beauté                   | Dr Campbell               | TV series (6 épisodes)            |
| 2017      | Catching the Break                        | Kim Chan                  | TV series (1 épisode)             |
| 2017      | Scandal                                   | Madeline Stewart          | TV series (1 épisode)             |
| 2017      | Xin                                       | Elaine                    | Short film                        |
| 2016      | My Dead Boyfriend                         | Stripper Mimi             |                                   |
| 2016      | Maximum Ride                              | Dr Rosen                  |                                   |
| 2016      | Shameless                                 | Yvonne                    | TV series (1 épisode)             |
| 2016      | Powerhouse                                | Susan McMann              | TV series (1 épisode)             |
| 2015–2016 | Night Shift                               | Janet                     | TV series (2 épisodes)            |
| 2011–2015 | Rizzoli and Isles                         | Susie Chang               | TV series (31 épisodes)           |
| 2015      | Nerd Court                                | Anti-Riker                | TV series (1 épisode)             |
| 2014      | Les Experts                               | I.A. Detective Karen Park | TV series (1 épisode)             |
| 2014      | Perfect on Paper                          | Lisa                      | TV film                           |
| 2007–2014 | Hôpital central                           | Dr Linda Chu              | TV series (10 épisodes)           |
| 2013      | Camp                                      | Counselor                 |                                   |
| 2013      | Kroll Show                                | Declutter Specialist      | TV series (1 épisode)             |
| 2012      | SuperFans                                 | Tracy                     | Short film                        |
| 2012      | Childrens Hospital                        | Tourist Mom               | TV series (1 épisode)             |
| 2012      | Hollywood Heights                         | Lily Park                 | TV series (53 épisodes)           |
| 2012      | Emerald Acres                             | Ming                      | TV film                           |
| 2012      | Mermates                                  | Michelle                  | TV series (1 épisode)             |
| 2012      | 90210 Beverly Hills : Nouvelle Génération | Officer #1                | TV series (1 épisode)             |
| 2011–2012 | Switched                                  | Tina Choi                 | TV series (2 épisodes)            |
| 2010–2011 | Los Angeles, police judiciaire            | Tech Stacey Maris         | TV series (3 épisodes)            |
| 2011      | Revenge of the Nerds                      | Nerd #3                   | Short film                        |
| 2011      | Il n'est jamais trop tard                 | Team Leader #2            |                                   |
| 2011      | Drive                                     | Waitress                  |                                   |
| 2011      | Brothers and Sisters                      | ER Doctor                 | TV series (1 épisode)             |
| 2010      | 1 vs. 100                                 | Stand In                  | TV series (unknown épisodes)      |
| 2010      | The Whole Truth                           | Manicurist                | TV series (1 épisode)             |
| 2010      | Castle                                    | Photo Tech                | TV series (1 épisode)             |
| 2010      | Esprits criminels                         | Reporter                  | TV series (1 épisode)             |
| 2010      | Les Experts : Manhattan                   | Reporter                  | TV series (1 épisode)             |
| 2010      | The Office                                | On-Air Reporter           | TV series (2 épisodes)            |
| 2010      | Dr House                                  | Public Defender           | TV series (1 épisode)             |
| 2009      | Tenderloin                                | Skyler                    |                                   |
| 2008–2009 | Des jours et des vies                     | Josie Jordan              | TV series (2 épisodes)            |
| 2009      | Dyspareunia                               | Woman                     | Short film                        |
| 2009      | Dough Boys                                | Zena                      |                                   |
| 2009      | Numbers                                   | Ni-Shu                    | TV series (1 épisode)             |
| 2009      | La Mission                                | Dr Chang (uncredited)     |                                   |
| 2009      | The Man                                   | Marcy Haggle              |                                   |
| 2008      | Chuck                                     | Maureen Mitsubishi        | TV series (1 épisode)             |
| 2008      | The Highs & Lows of Milo Brown            |                           | Short film                        |
| 2008      | Pig Hunt                                  | Brooks                    |                                   |
| 2007      | Les Feux de l'amour                       | Prison Guard              | TV series (1 épisode)             |